# Eric Wästfelt
Eric Anders Victor Wästfelt, född 25 september 1918 i Lockarps socken i Malmöhus län, död 23 maj 1984 i Överjärna församling i Södertälje, var en svensk  målare, tecknare och teckningslärare.
Han var son till stationsinspektoren Eric Robert Fritiof Wästfelt och Nanna Angelica Lindskoug och från 1947 gift med Ulrika Birgitta Krafft. Efter realexamen och två år på latingymnasium och två år som murarlärling studerade han konst för Tage Hansson vid Skånska målarskolan 1941–1942. Han fortsatte sin studier vid Grünewalds målarskola i Stockholm 1944–1946 och genom självstudier under resor till bland annat Italien, Frankrike, Spanien, Portugal och England. Han arbetade sedan 1961 som teckningslärare. Tillsammans med Gerhard Nordström och Torsten Anderström ställde han ut i SDS-hallen i Malmö 1943 och tillsammans med sin fru i Valdemarsvik och Södertälje. Separat ställde han bland annat ut i Sollefteå. Han var representerad i konstnärsgruppen Strömmens utställning på Louis Hahnes konstsalong i Stockholm 1946 samt i vandringsutställningar med Sörmlandskonst. Hans konst består av stadsbilder, figurer, blomsterstilleben och landskapsskildringar utförda i olja, akvarell eller gouache.